# Arbing (Reischach)
Arbing ist ein Pfarrdorf der Gemeinde Reischach im Landkreis Altötting. Bis 1971 bestand eine gleichnamige Gemeinde.

## Lage
Arbing liegt etwa drei Kilometer nördlich von Reischach im Isar-Inn-Hügelland an der Kreisstraße AÖ 32.

## Geschichte
Arbing wurde um 1135 zum ersten Mal urkundlich bezeugt. Ulricus de Arbingen aus dem gleichnamigen Edelgeschlecht ließ dort wohl auch die erste Kirche erbauen, von der heute noch die romanischen Langhausmauern existieren. Nach mehrmaligen Ausbauten des dem Hl. Georg geweihten Gotteshauses wurde Arbing schließlich 1896 eine eigene Pfarrei. Seit 1981 ist die Pfarrgemeinde Teil des Pfarrverbands Reischach/Arbing.
Politisch gesehen bildeten die beiden Dörfer Arbing und Waldberg bis 1848 einen geschlossenen Bezirk, die Hofmark Arbing und Waldberg. Aus ihr ging die Gemeinde Reischenbach hervor, die 1871 aus 22 Orten bestand und 466 Einwohner hatte. Zum 3. Juli 1913 wurde sie umbenannt in Gemeinde Arbing. Die Gemeindefläche betrug 1961 etwa 1184 Hektar. Zwischenzeitlich wurde der ursprünglich Thal genannte Ort in den Unterlagen als Oberthal und Unterthal aufgeführt, was die Zahl der Orte auf 23 vergrößerte. Die Einwohnerzahl der Gemeinde lag 1961 bei 583. Im Zuge der Gebietsreform in Bayern wurde sie am 1. Juli 1971 aufgelöst und vollständig in die Gemeinde Reischach eingegliedert.

## Sehenswürdigkeiten
- Pfarrkirche St. Georg. Der romanische Westteil des Langhauses der ursprünglichen Schlosskapelle stammt aus dem 13. Jahrhundert, der spätgotische Ostteil und Turm aus dem 15./16. Jahrhundert, der Chor entstand 1883. Die Ausstattung ist barock.

## Vereine
- Bayerischer Bauernverband Arbing
- EC Holzland Arbing
- Freiwillige Feuerwehr Arbing
- Jagdgenossenschaft Arbing
- KLJB Arbing
- KSK Arbing
- Katholischer Frauenbund Arbing
- Marianische Männerkongregation Arbing
- Oberlandschützen Arbing
- Theatergruppe Arbing